# Liste der Monuments historiques in Lavacquerie
Die Liste der Monuments historiques in Lavacquerie führt die Monuments historiques in der französischen Gemeinde Lavacquerie auf.

## Liste der Objekte
| Bezeichnung | Beschreibung                             | Standort                | Kennzeichnung | Schutzstatus | Datum | Bild |
| ----------- | ---------------------------------------- | ----------------------- | ------------- | ------------ | ----- | ---- |
| Taufbecken  | Blei, zweite Hälfte des 13. Jahrhunderts | in der Kirche St-Firmin | PM60000962    | Classé       | 1913  |      |